# Val Kilmer
Pour les articles homonymes, voir Kilmer.
Val Kilmer, né le 31 décembre 1959 à Los Angeles, Californie (États-Unis) et mort le 1er avril 2025 dans la même ville, est un acteur américain,.
Ses films ont engendré 3,8 milliards de dollars au box-office mondial.
Il est révélé durant les années 1980 par le film Top Gun (1986), de Tony Scott, aux côtés de Tom Cruise, il s'impose par la suite comme tête d'affiche du film d'heroic fantasy Willow (1988), de Ron Howard.
Au début des années 1990, il prête ses traits à Jim Morrison dans le biopic Les Doors (1991), d'Oliver Stone, puis en menant le thriller d'action Cœur de tonnerre (1992), de Michael Apted. Il est aussi aux casting de plusieurs longs-métrages acclamés par la critique : True Romance (1993), de Tony Scott, Tombstone (1993), de George Pan Cosmatos, et Heat (1995), de Michael Mann avec Robert De Niro et Al Pacino.
Toutefois, ses prestations en tête d'affiche de grosses productions se soldent par des échecs critiques : quand il devient Bruce Wayne pour Batman Forever (1995), de Joel Schumacher, ou encore lorsqu'il incarne le héros du thriller fantastique L'Île du docteur Moreau (1996) avec Marlon Brando, de John Frankenheimer. Deux échecs commerciaux fragilisent sérieusement sa carrière : quand il devient Simon Templar pour Le Saint (1997), de Phillip Noyce, puis quand il mène le film de science-fiction Planète rouge (2000), d'Antony Hoffman.
En 2003, son incarnation de John C. Holmes dans le biopic Wonderland, de James Cox, ne lui permet pas de retrouver le succès, ni en 2005 son rôle d'espion dans le thriller à petit budget Spartan, écrit et réalisé par David Mamet. Toujours en 2005, le succès critique du polar Kiss Kiss Bang Bang, écrit et réalisé par Shane Black, relance plutôt son partenaire, une autre star déchue, Robert Downey Jr..
Il doit ses derniers films importants aux réalisateurs qui l'ont dirigé par le passé : en 2004, il joue Philippe II de Macédoine dans Alexandre, d'Oliver Stone, et en 2006, il joue un agent du FBI dans le thriller de science-fiction Déjà Vu, de Tony Scott.
Il apparaît ensuite dans deux films salués par la critique mais échouant commercialement : en 2009, dans le thriller Bad Lieutenant : Escale à La Nouvelle-Orléans, de Werner Herzog, aux côtés du tandem Nicolas Cage / Eva Mendes ; et en 2011 dans le polar Bulletproof Gangster, écrit et réalisé par Jonathan Hensleigh, aux côtés de Ray Stevenson. En 2022, il apparaît aux côtés de Tom Cruise dans Top Gun: Maverick de Joseph Kosinski, où sa voix est recréée par une intelligence artificielle en raison de son cancer de la gorge.
En 2015, un cancer du larynx lui est diagnostiqué. Il subit une intervention trachéale qui endommage ses cordes vocales, lui causant de graves difficultés d'élocution. Il subit également une chimiothérapie et deux trachéotomies. En 2020, il publie ses mémoires, I'm Your Huckleberry : A Memoir. Le documentaire, intitulé simplement Val, qui date de 2021, retrace ses problèmes de santé et sa carrière. Il est présenté en avant-première au Festival de Cannes, où il est acclamé par la critique.

## Biographie

### Jeunesse
Val Kilmer, cadet, naît à Los Angeles dans l'État de Californie, fils de Gladys (née Ekstadt) et d'Eugene Kilmer, un distributeur d'équipement aérospatial et agent immobilier. Son père est d'origine allemande, irlandaise et cherokee, et sa mère est d'origine suédoise,. 
Val Kilmer ressent précocement sa vocation d'acteur. Accepté au département de théâtre de l'École d'art dramatique Julliard à l'âge de 21 ans en 1981, il est devenu leur plus jeune élève à l'époque. Son record a depuis été dépassé par Seth Numrich, qui a été admis à 15 ans en 2002. Il a poussé son ami Kevin Spacey à s'y inscrire. Il débute sur les planches dans le Off-Broadway dans les années 1980 et continuera d'ailleurs sa carrière théâtrale en parallèle à son travail pour le cinéma.

### Carrière

#### Premiers rôles et premiers succès
Il obtient son premier rôle en 1984 en incarnant le personnage principal de Top secret !, une parodie de film d'espionnage où il chante lui-même les morceaux de son personnage. Il sortira même un album sous le nom de Nick Rivers, la rock-star qu'il incarne à l'écran.
Il refuse de jouer dans le Blue Velvet de David Lynch pour jouer dans Top Gun (1986), où il interprète un pilote arrogant de la marine, Iceman, qui s'oppose au héros du film, Maverick, joué par Tom Cruise. Le film est un énorme succès critique et commercial, qui engrange 344 millions $ au box-office mondial et fait de Kilmer une star mondiale.
En 1988, Kilmer joue un des premiers rôles de Madmartigan dans la production de héroïc-fantasy de Disney, Willow. Sur le tournage, il rencontre sa future femme, Joanne Whalley, qui joue la guerrière Sorsha.

#### 1990-1995: star grâce àThe DoorsetBatman
Après plusieurs retards, le réalisateur Oliver Stone lance la production du film The Doors (1991), basé sur le livre narrant l'histoire du groupe du même nom. Kilmer est un des premiers à en parler avec Stone, sur la direction de la narration du film. Kilmer ne croit pas et ne veut promouvoir l'usage de stupéfiants. Kilmer voit Jim Morrison comme un anti-héros, qui a plusieurs problèmes. Kilmer voit la vie de Morrison comme une histoire qui pourrait être racontée de milliers de manières différentes mais surtout pas comme une apologie de la drogue. Stone accepte sa vision. Kilmer mémorisa les paroles de toutes les chansons du groupe avant son audition et envoya une vidéo de lui-même chantant certaines d'entre elles à Stone. Ce dernier n'est pas impressionné par sa prestation. Mais Paul A. Rothchild (le producteur original des Doors) affirma : « Je suis remué par ça » et suggéra d'enregistrer Kilmer en studio. À la suite de cela, Kilmer est engagé pour le rôle de Morrison. Il s'y prépara en assistant à des concerts hommages aux Doors et en lisant la poésie de Morrison.
Val Kilmer a un talent de chanteur indéniable. Les musiciens de ce groupe mythique ont avoué avoir eu du mal à différencier la voix de Val Kilmer de la voix originale de Morrison. Son incarnation de Jim Morrison est d'ailleurs un de ses rôles les plus marquants, peut-être à égalité avec sa prestation dans Heat (1995), considéré comme un des meilleurs films dramatiques et de crimes des années 1990, où il se confronte aux acteurs très connus Robert De Niro et Al Pacino.
En décembre 1993, Joel Schumacher, réalisateur de Batman Forever, voit Tombstone et il est très impressionné par la prestation de Kilmer en tant que Doc Holliday. Il le perçoit comme étant parfait pour le rôle de Batman, bien qu'à cette époque le rôle échoit toujours à Michael Keaton. En juillet 1994, Keaton décide de ne pas reprendre le rôle pour une troisième fois après Batman : Le Défi en 1992 en raison de "divergences artistiques". À ce moment, William Baldwin (qui avait précédemment travaillé avec Schumacher dans L'Expérience interdite en 1990) est pressenti pour reprendre le rôle. Mais finalement celui-ci revient à Kilmer. Ce dernier s'engage sans connaître le nouveau réalisateur et sans lire le scénario.
Sorti en juin 1995, Batman Forever est un succès au box-office, malgré des critiques mitigées. La prestation de Kilmer est sujette à débat. Certains critiques, comme Janet Maslin du New York Times, pense que Kilmer est un mauvais successeur à Keaton. Alors que d'autres, comme Roger Ebert, apprécient sa prestation. Le co-créateur de Batman, Bob Kane, dit lors d'une interview à Cinescape, que parmi tous les acteurs ayant interprétés Batman, Kilmer est celui qui a donné la meilleure interprétation. Le critique de film Leonard Maltin, qui avait critiqué le ton trop sombre de Batman : Le Défi, a complimenté Kilmer pour son portrait de Batman dans son guide du film 2009 (en).
En février 1996, Kilmer décide de ne pas resigner pour un autre film sur Batman, sentant que son personnage allait être marginalisé au profit des méchants, et aussi pour des problèmes d'emploi du temps avec le tournage du Saint. George Clooney le remplacera pour Batman et Robin (1997). De plus, des rumeurs circulent comme quoi Kilmer et Schumacher ont eu une mauvaise relation de travail sur le tournage, ceci n'arrangeant rien à ce que Kilmer reprenne le rôle.

#### 1996-2009: carrière en dent de scie

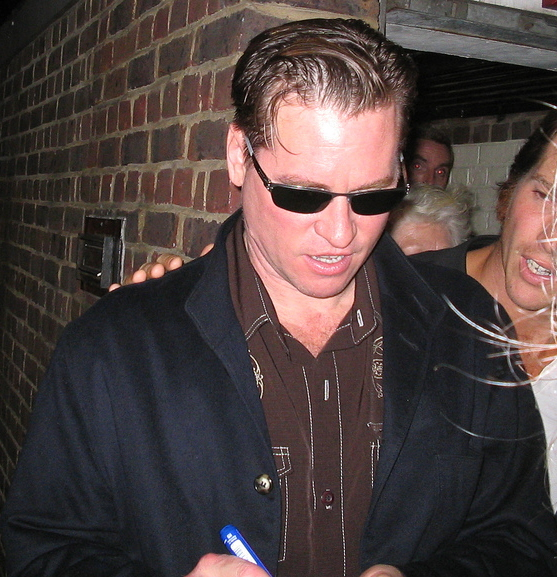
Val Kilmer en 2005.

Sa carrière souffre de son comportement difficile sur les plateaux de tournage, ainsi que de ses mauvais choix ,. Durant les années 2000, il est à l'affiche de plusieurs films qui ne rencontrent pas le succès critique. Il remonte sur les planches, notamment à Los Angeles et Londres.
Depuis 2006 et le début de la série Psych : Enquêteur malgré lui, son nom revient souvent dans des dialogues. L'acteur principal de la série, James Roday, un grand fan de Val Kilmer, faisait lui-même ces références. Lors du final de la série, Val Kilmer fait une apparition. Il y joue l'officier Dobson, un personnage qui, comme son interprète, revenait souvent dans les dialogues. La production a donc réalisé un coup double en faisant jouer Dobson par Val Kilmer. Ce rôle lui a été proposé par James Roday lui-même.
En 2008, il interprète le rôle de La Mangouste dans la minisérie XIII[réf. nécessaire]. Il est choisi pour prêter sa voix à la voiture KITT #2 dans Le Retour de K 2000 (la suite de K 2000). La nouvelle voiture est une Ford Mustang GT500KR.
Faute de grands succès, il tourne plusieurs DTV (Direct to Video) à la fin des années 2000.

#### 2010-2025:ValetTop Gun: Maverick
En 2014, un cancer du larynx lui est diagnostiqué. Il a subi deux trachéotomies, des ouvertures au niveau de la trachée pour assurer le passage de l'air grâce à une sonde. Ces opérations chirurgicales ont particulièrement endommagé sa voix ; il se nourrit exclusivement avec une sonde d'alimentation depuis 2020.
2020 est l'année de son retour avec la publication de ses mémoires, intitulés I'm Your Huckleberry, en référence à l'une des répliques de son personnage culte de Doc Holliday dans Tombstone de George Cosmatos et Kevin Jarre. Après un caméo dans Jay and Silent Bob Reboot de Kevin Smith fin 2019 et le documentaire Val en 2021 qui revient sur sa carrière et sa maladie, d'après de nombreuses images d'archives personnelles, la star américaine retrouve le grand écran sous les traits du lieutenant Iceman devenu amiral dans la suite de Top Gun, Top Gun: Maverick en 2022. Dans l'incapacité de parler à la suite du traitement de son cancer du larynx, sa voix est générée dans ce film par un algorithme d'intelligence artificielle.

### Vie privée
Au fil des ans, Val Kilmer a eu pour partenaires de vie : Cher, Lesley Ann Warren, Cindy Crawford, Angelina Jolie, Daryl Hannah et Ellen Barkin.
Val Kilmer a été marié à l'actrice Joanne Whalley, rencontrée sur le tournage du film Willow, de mars 1988 jusqu'à son divorce en février 1996. De cette union naissent deux enfants, Mercedes en 1991 et Jack en 1995. Il vivait dans un ranch au Nouveau-Mexique,.

#### Réputation
Val Kilmer a une réputation d'acteur assez difficile, notamment à la suite de ses très mauvaises relations avec le réalisateur John Frankenheimer sur le tournage de l'Ile du Docteur Moreau (1996). Frankenheimer a d'ailleurs déclaré que plus jamais il ne retravaillerait avec lui. 
En 2017, l'acteur a d'abord expliqué pourquoi il avait agi de la sorte avant de préciser qu'il regrettait. « Je n'ai pas serré assez de mains et ni été assez flatteur et rassurant avec les financiers. Je me souciais seulement du jeu, et ça ne suffisait pas pour montrer que je me souciais du film ou de tout cet argent. J'aime prendre des risques et ça a souvent donné l'impression que j'étais prêt à risquer leur argent sans retour, c'était stupide de ma part », a-t-il déclaré.

### Mort et hommages
Le 1er avril 2025, Mercedes Kilmer, sa fille, annonce la mort de son père Val Kilmer à l'âge de 65 ans des suites d'une pneumonie,,. Elle ajoute que, depuis 2014, son père souffrait également d'un cancer du larynx dont il s'était remis,,. 
À l'international, de nombreuses personnalités du cinéma expriment leur tristesse et rendent hommage à Val Kilmer comme Tom Cruise, Michael Mann, Francis Ford Coppola, Michael Douglas, Michelle Monaghan, Cher, Nicolas Cage et Josh Brolin,,.
En France, les chaînes Canal+ Grand Écran et 6ter bouleversent leurs programmes pour lui rendre hommage.
Incinéré sans cérémonie religieuse au préalable conformément à sa demande, ses cendres sont ensuite remises à la famille.

## Théâtre
- 2004 : Les Dix Commandements, mise en scène Robert Iscove, Kodak Theatre : Moïse
- 2005 : Le facteur sonne toujours deux fois, d'après James M. Cain, mise en scène Lucy Bailey, Playhouse Theatre - Londres : Franck Chambers
- 2012 : Citizen Twain, mise en scène Val Kilmer, Shakespeare Center - Los Angeles : Mark Twain

## Filmographie

### Cinéma

#### Années 1980
- 1984 : Top secret ! de Jim Abrahams, David Zucker et Jerry Zucker : Nick Rivers
- 1985 : Profession : Génie (Real Genius) de Martha Coolidge : Chris Knight
- 1986 : Top Gun de Tony Scott : Tom « Iceman » Kazansky
- 1988 : Willow de Ron Howard : Madmartigan
- 1989 : Kill Me Again de John Dahl : Jack Andrews

#### Années 1990
- 1991 : The Doors (The Doors) d'Oliver Stone : Jim Morrison
- 1992 : Cœur de tonnerre (Thunderheart) de Michael Apted : Ray Levoi
- 1993 : True Romance de Tony Scott : le mentor
- 1993 : Tombstone de George Pan Cosmatos : Doc Holliday
- 1993 : L'Affaire Karen McCoy (The Real McCoy) de Russell Mulcahy : J. T. Barker
- 1995 : Guillaumet, les ailes du courage (Wings of courage) de Jean-Jacques Annaud : Jean Mermoz
- 1995 : Batman Forever de Joel Schumacher : Batman / Bruce Wayne
- 1995 : Heat de Michael Mann : Chris Shiherlis
- 1996 : Dead Girl d'Adam Coleman Howard : Dr Dark
- 1996 : L'Île du docteur Moreau (The Island of Dr Moreau) de John Frankenheimer : Montgomery
- 1996 : L'Ombre et la Proie (The Ghost and the Darkness) de Stephen Hopkins : le colonel John Henry Patterson
- 1997 : Le Saint (The Saint) de Phillip Noyce : Simon Templar
- 1998 : Le Prince d'Égypte (The Prince of Egypt) de Brenda Chapman, Steve Hickner et Simon Wells : Moïse (voix)
- 1999 : Premier Regard (At First Sight) d'Irwin Winkler : Virgil Adamson
- 1999 : Joe the King de Frank Whaley : Bob Henry

#### Années 2000
- 2000 : Pollock d'Ed Harris : Willem de Kooning
- 2000 : Planète rouge (Red Planet) d'Antony Hoffman : Robby Gallagher
- 2002 : Salton Sea (The Salton Sea) de D. J. Caruso : Danny Parker / Tom Van Allen
- 2002 : Hard Cash de Predrag Antonijević : l'agent fédéral Mark C. Cornell
- 2003 : Masked and Anonymous de Larry Charles : Animal Wrangler
- 2003 : Wonderland de James Cox : John C. Holmes
- 2003 : Les Disparues (The Missing) de Ron Howard : lieutenant Jim Ducharme
- 2003 : Blind Horizon de Michael Haussman : Frank Kavanaugh
- 2004 : Spartan de David Mamet : Scott
- 2004 : L'Histoire de Reverge Anselmo : sergent Skeer
- 2004 : Profession profiler (Mindhunters) de Renny Harlin : Jake Harris
- 2004 : Georges et le Dragon (George and the Dragon) de Tom Reeve : El Cabillo
- 2004 : Alexandre (Alexander) d'Oliver Stone : Philippe II de Macédoine
- 2005 : Kiss Kiss Bang Bang (Shane Black's Kiss Kiss, Bang Bang) de Shane Black : Gay Perry
- 2006 : Moscow Zero de María Lidón : Andrey
- 2006 : 10th and Wolf de Robert Moresco : Murtha
- 2006 : Played de Sean Stanek : Dillon (DTV)
- 2006 : Summer Love de Piotr Uklanski : le cadavre (DTV)
- 2006 : Déjà Vu de Tony Scott : l'agent du FBI Paul Pryzwarra
- 2007 : Have Dreams, Will Travel de Brad Isaacs : Henderson (DTV)
- 2008 : Conspiration (Conspiracy) d'Adam Marcus : MacPherson (DTV)
- 2008 : Columbus Day de Charles Burmeister : John Cologne (DTV)
- 2008 : Félon de Ric Roman Waugh : John Smith (DTV)
- 2008 : Love Gourou de Marco Schnabel : lui-même (non crédité)
- 2008 : 2H22 (2:22) de Phillip Guzman : Maz (DTV)
- 2009 : Locked (The Chaos Experiment) de Philippe Martinez : Jimmy (DTV)
- 2009 : Streets of Blood de Charles Winkler : Andy Devereaux (DTV)
- 2009 : American Cowslip de Mark David : Todd Inglebrink (DTV)
- 2009 : The Thaw de Mark A. Lewis : Dr David Kruipen (DTV)
- 2009 : Bad Lieutenant : Escale à La Nouvelle-Orléans (Bad Lieutenant: Port of Call New Orleans) de Werner Herzog : Stevie Pruit
- 2009 : Hardwired d'Ernie Barbarash : Virgil (DTV)

#### Années 2010
- 2010 : Double Identity de Dennis Dimster : Pinter (DTV)
- 2010 : Bloodworth (Provinces of Night) de Shane Dax Taylor : Warren (DTV)
- 2010 : MacGruber de Jorma Taccone : Dieter Von Cunth
- 2010 : The Traveler de Michael Oblowitz : The Stranger (DTV)
- 2010 : Gun de Jessy Terrero : Angel (DTV)
- 2011 : État de guerre (5 Days of August) de Renny Harlin : Dutchman
- 2011 : Bulletproof Gangster (Kill the Irishman) de Jonathan Hensleigh : Joe Manditski
- 2011 : Blood Out de Jason Hewitt : Arturo (DTV)
- 2011 : Twixt de Francis Ford Coppola : Hall Baltimore
- 2012 : Deep in the Heart de Christopher Cain : The Bearded Man
- 2012 : La Première Chevauchée de Wyatt Earp (Wyatt Earp's Revenge) de Michael Feifer : Wyatt Earp (DTV)
- 2012 : Seven Below de Kevin Carraway : McCormick (DTV)
- 2012 : The Fourth Dimension d'Alekseï Fedortchenko et Harmony Korine : Hector
- 2012 : Breathless de Jesse Baget : Dale
- 2013 : L'Énigme (Riddle) de John Hartman : Richards (DTV)
- 2013 : Standing Up de D. J. Caruso : Hofstadder
- 2013 : Planes de Klay Hall : Bravo (voix)
- 2013 : Palo Alto de Gia Coppola : Stewart
- 2014 : Tom Sawyer and Huckleberry Finn de Jo Kastner : Mark Twain
- 2017 : Song to Song de Terrence Malick : Duane
- 2017 : Le Bonhomme de neige (The Snowman) de Tomas Alfredson : Gert Rafto
- 2017 : The Super de Stephan Rick : Walter
- 2019 : Jay and Silent Bob Reboot de Kevin Smith : Reboot Bluntman
- 2019 : 1st Born d'Ali Atshani et Sam Khoze : Biden
- 2019 : Cinema Twain de lui-même : Mark Twain

#### Années 2020
- 2020 : Paydirt de Christian Sesma : Shérif Tucker
- 2021 : The Birthday Cake de Jimmy Giannopoulos : Angelo
- 2022 : Top Gun: Maverick de Joseph Kosinski : l'amiral Tom « Iceman » Kazansky

### Télévision
- 1985 : ABC Afterschool Specials (série télévisée), saison 13, épisode 7 : Eric
- 1986 : Le Tueur de la Rue Morgue (The Murders in the Rue Morgue) (téléfilm) de Jeannot Szwarc : Philippe Huron
- 1987 : L'Homme qui brisa ses chaînes (The Man Who Broke 1,000 Chains) (téléfilm) de Daniel Mann : Robert Eliot Burns / Eliot Roberts
- 1989 : Billy the Kid (téléfilm) de William A. Graham : William Bonney
- 2004 : Entourage (série télévisée), saison 1, épisode 5 : le Sherpa
- 2007 : NUMB3RS (série télévisée), saison 4, épisode 1 : Mason Lancer
- 2008 : Comanche Moon (téléfilm) de Simon Wincer : Irish Scull
- 2008-2009 : Le Retour de K 2000 (Knight Rider) (série télévisée de 18 épisodes) : KITT #2 (voix)
- 2008 : XIII : La Conspiration (XIII) (mini-série télévisée) de Duane Clark : la Mangouste
- 2013 : Ghost Ghirls (série télévisée) : Sweetriver Jackson
- 2014 : The Spoils of Babylon (mini-série télévisée de 6 épisodes) de Matt Piedmont (en) : le général Rod Cauliffe
- 2014 : Psych : Enquêteur malgré lui (série télévisée) de Steve Franks (en) : officier Dobson (caméo)
- 2020 : Soldier's Heart (téléfilm) de Michael Feifer : CJ

### Clip
- 2012 : To Be the Best du groupe Tenacious D, réalisé par Jeremy Konner
- 2016 : Animals d'Oneothrix Point Never, réalisé par Rick Alverson

### Documentaire
- 2021 : Val de Ting Poo et Leo Scott, sur les quarante ans de carrière de Val Kilmer : lui-même[20].

## Voix françaises
En France, Philippe Vincent est la voix française régulière de Val Kilmer. Emmanuel Jacomy l'a également doublé à dix reprises.
Au Québec, il est principalement doublé par Gilbert Lachance. Daniel Picard l'a également doublé à quatre reprises.

## Distinctions

### Récompenses
- Satellite Awards 2005 : meilleur acteur dans un second rôle dans un film musical ou une comédie pour Kiss Kiss Bang Bang

### Nominations
- Saturn Awards 1996 : meilleur acteur dans un second rôle pour Heat